# Alice Kochen
Alice Kochen è stata una rete televisiva tematica in lingua tedesca dedicata alla cucina, ai viaggi e al mondo dell'immobiliare edita dal gruppo LT Multimedia.

## Storia
Il canale inizia le sue trasmissioni il 16 dicembre 2013, rendendosi visibile via satellite su Astra (19,2° Est) con copertura europea, in streaming sulla piattaforma Italia Smart e via cavo ad Amburgo, tramite l'operatore Willy.tel. Il canale televisivo è prodotto in Italia e in Germania, grazie al contributo della sede di Monaco di Baviera di LT Multimedia Deutschland. Al canale televisivo sono legate le riviste edite da Lt Editore: "Alice Kochen", "Reisetagebücher", "Wohnen und Stil". Giampaolo Trombetti è il responsabile della parte editoriale e marketing della sede tedesca.
Dal 17 giugno 2015 la rete è disponibile anche sulla televisione digitale terrestre italiana, attraverso il multiplex TIMB 2 sull'LCN 224 precedentemente usata da Nuvolari.
Dal 1º settembre 2015, a seguito della riorganizzazione dei canali LT Multimedia in Italia, il canale è stato eliminato e sostituito da una copia di Alice, che è stata eliminata il 1º aprile 2016 e sostituita, a sua volta, dal 29 luglio successivo, da un duplicato di Marcopolo, inizialmente identificato "MARCOPOLO VIAGGI", e dopo qualche ora dall'inserimento rinominato in "MARCOPOLO DIARI". È rimasto disponibile solo in streaming sulla piattaforma Italia Smart e a livello internazionale su Astra. Il 3 settembre 2015 il canale risulta chiuso e non trasmesso più su alcun satellite in Europa, situazione che permane a tutt'oggi.

## Programmi e presentatori
- Pasta, pasta und pasta - Ela Weber, Mattia Poggi
- Alice Kochen - Daniele Persegani, Laura Carraro
- Buon appetito - Enrico Catapano, Marit Nissen
- Familientopf -  Maria e Lorenzo Patanè
- Masseria Sciarra -  Santo Pennisi, Lucia Sardo
- La vespa Teresa - Maria Pia Timo
- Piacere pizza - Antonino Esposito,  Fabrizio Mangoni[4]